# 3 Heures de Inje 2013
Première manche du championnat Asian Le Mans Series 2013, les 3 Heures de Inje 2013 sont courues le 4 août 2013 sur le circuit Autopia à Inje en Corée du Sud.

## Qualification
| Pos | Catégorie | N°  | Équipe             | Voiture                  | Temps    |
| --- | --------- | --- | ------------------ | ------------------------ | -------- |
| 1   | LMP2      | 24  | OAK Racing         | Morgan - Judd            | 1:25.162 |
| 2   | LMP2      | 18  | KCMG               | Morgan - Nissan          | 1:25.608 |
| 3   | GTE       | 70  | Taisan Ken Endless | Ferrari 458 Italia GT2   | 1:31.937 |
| 4   | GTC       | 007 | Craft Racing       | Aston-Martin Vantage GT3 | 1:32.178 |
| 5   | GTC       | 77  | AF Corse SRL       | Ferrari 458 Italia GT3   | 1:32.299 |
| 6   | GTC       | 91  | Team AAI Rstrada   | McLaren MP4-12C GT3      | 1:34.027 |
| 7   | GTC       | 92  | Team AAI Rstrada   | McLaren MP4-12C GT3      | 1:34.850 |
| 8   | GTC       | 26  | Taisan Ken Endless | Porsche 996 GT300        | 1:37.357 |
| DNS | GTC       | 37  | BBT                | Lamborghini Gallardo GT3 | 0:00.000 |

## Classement Final de la course.
| Pos | Catégorie | N°  | Équipe             | Voiture                  | Pilotes                                              | Nb Tours               |
| --- | --------- | --- | ------------------ | ------------------------ | ---------------------------------------------------- | ---------------------- |
| 1   | LMP2      | 18  | KCMG               | Morgan LMP2 - Nissan     | Akash Nandy Gary Thompson James Winslow              | 106                    |
| 2   | GTC       | 77  | AF Corse SRL       | Ferrari 458 Italia GT3   | Steve Wyatt Michele Rugolo Andrea Bertolini          | 101                    |
| 3   | LMP2      | 24  | OAK Racing         | Morgan - Judd            | Ho-Ping Tung David Cheng Jeffrey Lee                 | 101                    |
| 4   | GTE       | 70  | Taisan Ken Endless | Ferrari 458 Italia GT2   | Kamui Kobayashi Naoki Yokomizo                       | 99                     |
| 5   | GTC       | 26  | Taisan Ken Endless | Porsche 996 GT300        | Kyousuke Mineo Yukinori Taniguchi                    | 96                     |
| 6   | GTC       | 37  | BBT                | Lamborghini Gallardo GT3 | Anthony Liu Davide Rizzo Massimiliano Wilser         | 95                     |
| 7   | GTC       | 91  | Team AAI Rstrada   | McLaren MP4-12C GT3      | Chen Jun San Akira Iida                              | 95                     |
| ABD | GTC       | 007 | Graft Racing       | Aston-Martin Vantage GT3 | Frank Yu Keita Sawa Stefan Mücke                     | 90 Transmission        |
| NP  | GTC       | 92  | Team AAI Rstrada   | McLaren MP4-12C GT3      | Somchai Saksirivatejul Morris Chen Chen Akihiro Asai | 0 Sortie piste Warm Up |

ABD: Abandons.     NP: Non partant.

## Meilleurs temps en course
LMP2: 1:26.492
#18  KCMG  Morgan-Nissan
GTE: 1:33.640
#70  Taisan Ken Endless  Ferrari 458 GTE
GTC: 1:33.623
#007  Craft Racing  Aston Martin Vantage GT3